# Чешанов
Чеша̀нов или Чешанув (на полски: Cieszanów; на украински: Чесанів) е град в Югоизточна Полша, Подкарпатско войводство, Любачовски окръг. Административен център е на градско-селската Чешановска община. Заема площ от 15,06 км2.

## География
Градът се намира в историческата област Червена Рус. Разположен е на 11 км северно от град Любачов.

## История
Градът е основан на 14 май 1590 г. През 1672 г. край него крал Ян III Собиески побеждава татарите.

## Население
Според данни от полската Централна статистическа служба, към 1 януари 2014 г. населението на града възлиза на 1 975 души. Гъстотата е 131 души/км2.
| Година    | 1785 | 1801 | 1921 | 1945 | 1946 | 1957 | 2005 |
| Население | 1462 | 1534 | 2282 | 1015 | 958  | 1352 | 1902 |

## Фотогалерия
- Главният площад
- Църква „Св. Георги"